# Trzeci maja 1808
Trzeci maja 1808 lub Rozstrzeliwanie na wzgórzu księcia Pío – (hiszp. El tres de mayo de 1808 en Madrid lub Los fusilamientos en la montaña del Príncipe Pío) obraz hiszpańskiego malarza Francisca Goi. W literaturze polskojęzycznej obraz znany jest również pod tytułem Rozstrzelanie powstańców madryckich (3 maja 1808 roku) lub Rozstrzelanie powstańców madryckich na wzgórzu Príncipe Pío.

## Tło historyczne
Pierwsze lata XIX wieku były w Hiszpanii latami terroru ze strony armii napoleońskiej. Czas wojny obejmujący całą Europę obnażył okrucieństwo i odczłowieczenie tamtej ery. Na początku maja 1808 roku wybuchło w Madrycie powstanie przeciwko okupacyjnej władzy napoleońskiej. Okupant bardzo szybko zareagował na bunt podległego mu miasta. Stu czterech mieszkańców zostało rozstrzelanych w zbiorczych egzekucjach bez sądu. Świadkiem jednej z nich był prawdopodobnie Goya.
W 1814 roku na tron hiszpański powrócił król Ferdynand VII. Goya mógł spokojnie powrócić do wydarzeń sprzed lat i poświęcić im jeden z obrazów stanowiących część cyklu grafik zatytułowanych Okrucieństwa wojny. Według historyków Goya namalował cztery obrazy opowiadające o wydarzeniach z 1808 roku. Drugi zachowany obraz wchodzący w skład cyklu przedstawiał moment starcia mieszkańców Madrytu z wojskami. Dwa pozostałe, dziś już nieistniejące dotyczyły buntu w królewskim pałacu i obrony koszar artyleryjskich.

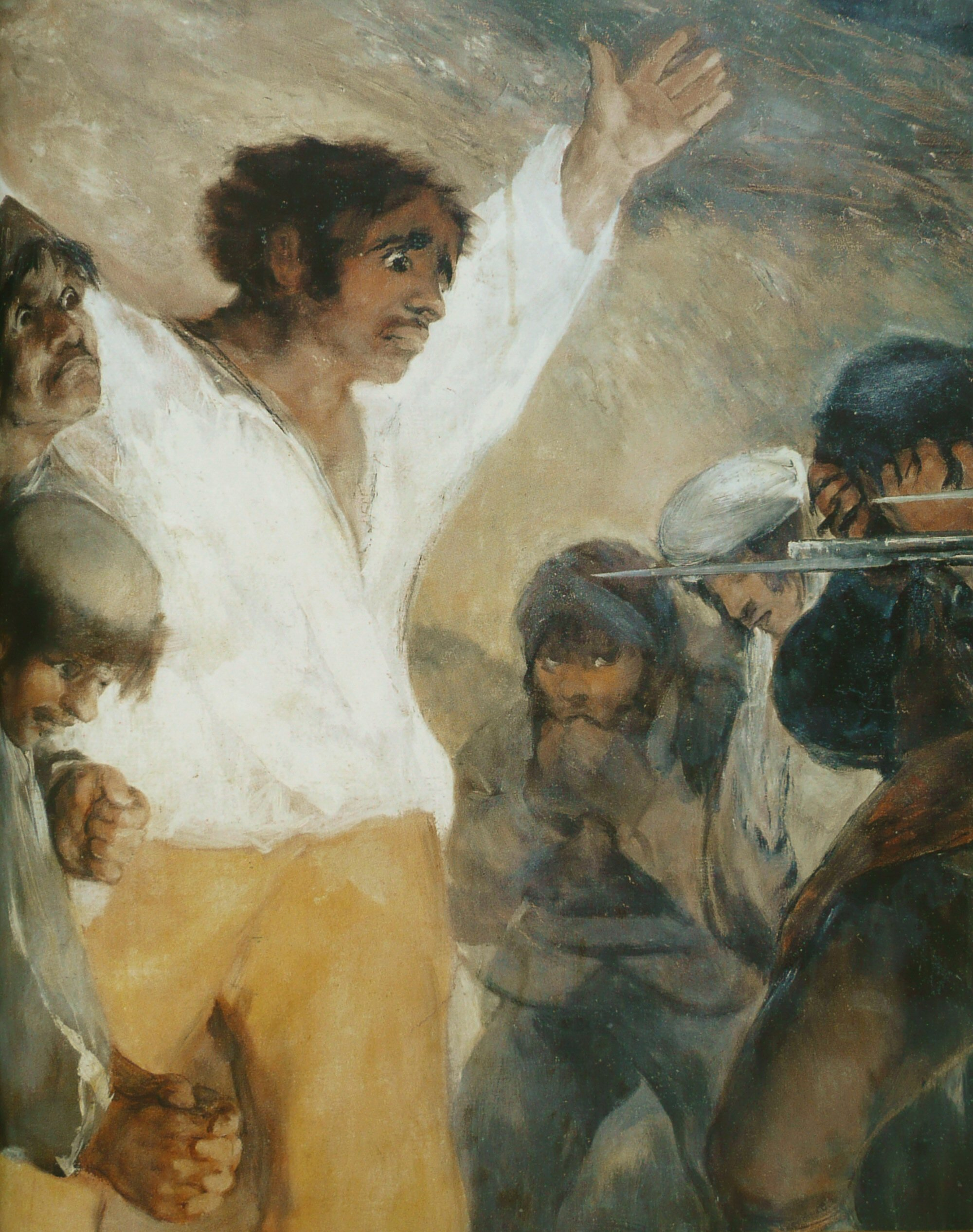
Rozstrzeliwania 3 maja 1808 (fragment)

## Opis obrazu
Obraz składa się z trzech części kompozycyjnych. Po prawej stronie znajduje się pluton egzekucyjny, który przygotowuje się do kolejnej śmiertelnej salwy. Po lewej stronie Goya umieścił grupę rozstrzeliwanych, a wśród nich mężczyznę w białej koszuli z rozłożonymi szeroko ramionami. Owa biel podsyca wyobrażenie jak będzie wyglądała po salwie krew i jego marny los. Światło padające z lampy stojącej na ziemi koncentruje się właśnie na tej postaci wyróżniając ją spośród pozostałych. Mężczyzna gotowy jest na przyjęcie strzału, a zatem na śmierć w imię własnych ideałów. Trzecią część kompozycji stanowi kolejna grupka skazańców skupiająca się na środku płótna oraz widoczna za nimi panorama miasta.
Podział na części ma za zadanie uwypuklenie granicy pomiędzy skazanymi a ich katami, pomiędzy wzniosłymi ideałami a bezmyślnymi zbrodniarzami ślepo wykonującymi rozkazy. Skazańcy zostali przedstawieni w bardzo indywidualny sposób. Na ich twarzy widać strach, przerażenie, odwagę i rozpacz. Mnich na pierwszym planie składa dłonie do modlitwy, a stojący obok chłop zaciska pięści lub zasłania oczy. Oprawcy natomiast zlewają się w jedną bezosobową masę, wyglądającą podobnie nie posiadającą twarzy. Zło nie ma swoich bohaterów; to alegoria ludzkiego okrucieństwa. Dramatyzm sceny uwydatnia mała odległość między żołnierzami a skazańcami.

## Interpretacja

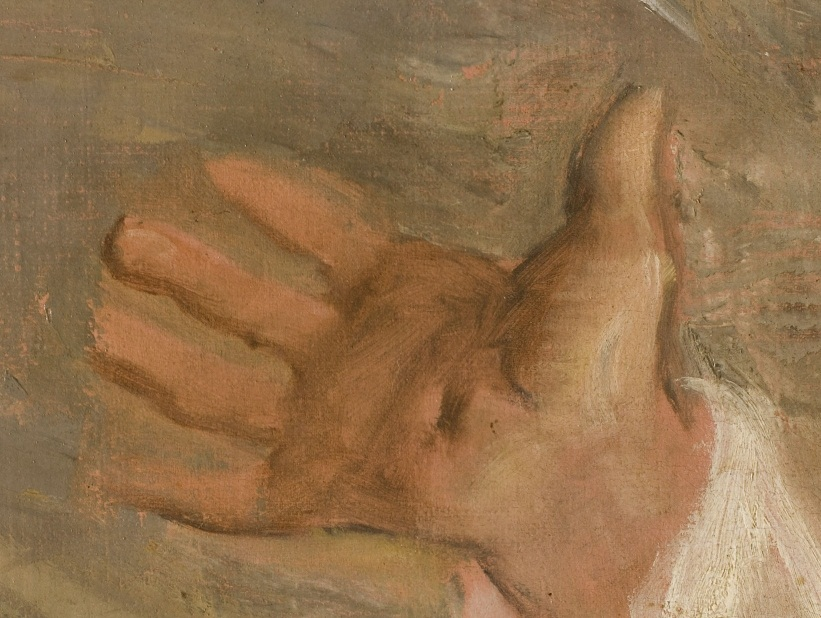
Dłoń skazańca w białej koszuli z widocznymi stygmatami. Fragment Rozstrzeliwania 3 maja 1808

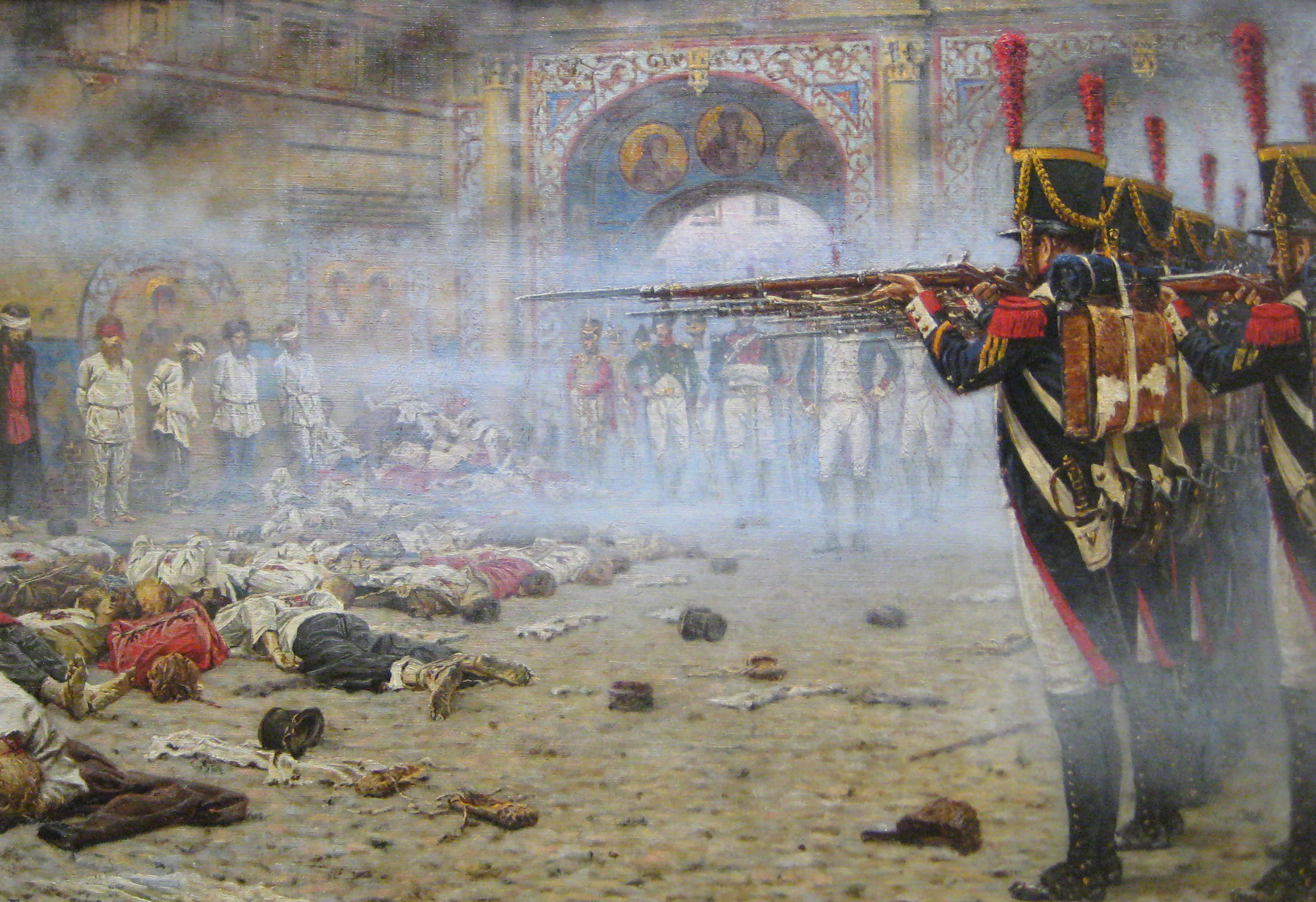
Obraz Wierieszczagina Rozstrzelanie podpalaczy w Moskwie z 1898 roku

Obraz spotkał się z mieszanymi reakcjami ze strony krytyków i historyków sztuki. Wojna przedstawiana była dotychczas w sposób bardziej humanitarny z wielkimi wydarzeniami w tle i wielkimi bohaterami. Goya przedstawia drugie, tragiczniejsze oblicze wojny. Krytykowano jego technikę malarską: zbyt płaską perspektywę, zbyt bliską odległość pomiędzy katem a skazańcami, co tworzyło nierealistyczną scenę. Według Richarda Schickela technika Goi nie ma tu znaczenia i odchodzi na drugi plan, gdy na pierwszy stawia się na siłę oddziaływania sceny na widza. Zastosowane przez Goyę malarskie środki wyrazu stawiają go wśród prekursorów romantyzmu w malarstwie.
Scena rozstrzeliwania przepełniona jest elementami symbolicznymi nawiązującymi do ikonografii katolickiej. Najważniejszą postacią jest mężczyzna w białej koszuli z uniesionymi ramionami. Jego postać oświetlona jest kwadratowym lampionem. Tego typu źródło światła było powszechnie stosowane przez barokowych artystów i caravaggionistów. W ikonografii służyło jako metafora dla obecności Boga lub było związane z religijnymi elementami wiary. Mężczyzna z ramionami w górze nawiązuje do postaci Chrystusa ukrzyżowanego. Na jego prawej dłoni widać stygmaty. Według historyka sztuki Freda Lichta cud, któremu towarzyszyło światło w scenie rozstrzelania nie miał miejsca. Jest ono jedynie źródłem oświetlającym cel dla plutonu egzekucyjnego, a dla widza jedynie możliwością ujrzenia bezmyślnej przemocy. Tradycyjna duchowa rola światła została zredukowana do narzędzia zbrodni. Innymi elementami nawiązującymi do symboliki religijnej są szaty mężczyzny w kolorze białym i żółtym nawiązujące do barw watykańskich. Góra widoczna w tle to Golgota, panorama miasta nawiązuje do Jeruzalem. Paralelizm religijnych symboli w zestawieniu z okrucieństwem wskazuje na bezsilność Kościoła i jego bezradność wobec zła jakie zawładnęło światem.

## Inspiracje
Pierwszą parafrazę dzieła Goi stanowił cykl obrazów Rozstrzelanie Cesarza Maksymiliana pędzla Édouardo Maneta, stworzonych w latach 1867–1869. Manet prawdopodobnie po raz pierwszy zobaczył ten obraz w Prado w 1865 roku. Z pewnością widział reprodukcję obrazu w publikacji wydanej przez swojego bliskiego przyjaciela w 1867 roku. Znawca sztuki Arthur Danto porównał oba te dzieła w następujących słowach:
Obraz Goi przedstawia również egzekucję, wczesne wydarzenie tak zwanej wojny peninsualskiej pomiędzy Francją Napoleona a Królestwem Hiszpanii. Napoleon Bonaparte najechał Hiszpanię w 1808 roku i wprowadził na jej tron swojego brata, Józefa. Francuzi byli niepopularni w Hiszpanii tak bardzo, jak później niepopularni byli Hiszpanie w Meksyku. Napotkali zaciekłe powstanie ludowe, które ostatecznie odniosło triumf. Tematem obrazu Goi była masowa eksterminacja ludności cywilnej przez wojska Francuskie jako odwet za wcześniejsze hiszpańskie akcje dywersyjne. Malarz ukazując przerażonych cywilów stojących przed plutonem egzekucyjnym, chciał wzbudzić gniew i nienawiść u hiszpańskiego odbiorcy. Obraz Goi jest wysoce romantycznym odbiciem tego elektryzującego wydarzenia.

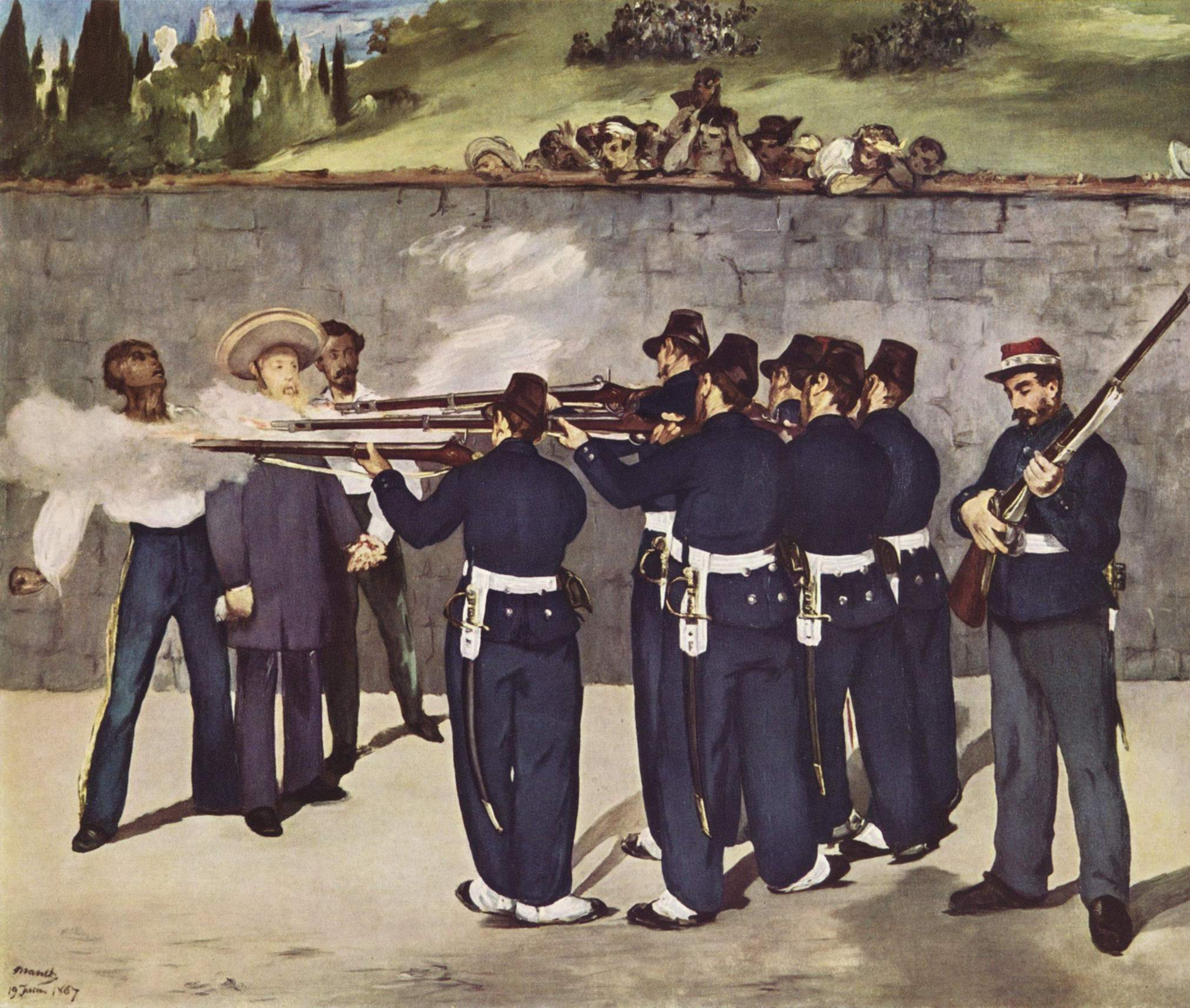
Rozstrzelanie cesarza Maksymiliana Édouarda Maneta (1868–1869)

Obraz stanowił inspirację dla namalowanej w 1951 „Masakry w Korei” Pabla Picassa. Według niektórych źródeł obraz Goi stanowił również bezpośrednią inspirację dla namalowanego przez Picassa w 1937 obrazu „Guernica”. Przedstawił w niej analogiczną masakrę ludności cywilnej, która miała miejsce podczas bombardowania miasta przez niemieckie bombowce podczas hiszpańskiej wojny domowej. W celu podkreślenia powiązania pomiędzy tymi dziełami Goi, Maneta oraz Picassa zostały one w 2006 roku zaprezentowane wspólnie w jednej sali na wystawie w Muzeum Prado.
Przez wiele lat dzieło było inspiracją i symbolem dla lewicowych ugrupowań politycznych widzących w nim obraz uciskanego ludu przez prawicowych okupantów. Oryginalny tytuł został zmieniony na Rozstrzeliwanie powstańców madryckich. W tym samym duchu został zinterpretowany obraz Wierieszczagina Rozstrzelanie podpalaczy w Moskwie z 1898 roku, znany pod zmienionym tytułem Rozstrzeliwanie moskiewskich powstańców przez wojska francusko-polskie w 1812 roku co nie miało miejsca i dotyczyło zupełnie innych wydarzeń. Kontynuatorem takiej interpretacji obrazu był Picasso tworząc dzieło Masakra w Korei.
W polskiej poezji obraz zainspirował Victora Venerdiego do napisania wiersza „koszule”. Poeta nie nawiązuje jednak bezpośrednio do wojny, ale do uczucia przerażenia związanego ze śmiercią oraz śnieżnobiałej koszuli noszonej przez postać widoczną na pierwszym planie.
Według historyka sztuki H.W. Jansona: Jako jasnowidzący geniusz Goya stworzył obraz, który pozostał przerażającym symbolem naszej epoki.